# 정수영 (배우)
정수영(1982년 2월 12일 ~ )은 대한민국의 배우이다.

## 연기 활동

### 드라마, 시트콤
| 연도        | 채널                 | 제목                                                 | 역할                             | 비고                |
| ----------- | -------------------- | ---------------------------------------------------- | -------------------------------- | ------------------- |
| 2006        | MBC                  | 《환상의 커플》                                      | 강자                             |                     |
| 2007        | SBS                  | 《쩐의 전쟁》                                        | 김현정                           |                     |
| 2007        | KBS2                 | 《KBS 드라마시티 〈순결한 순이〉》                   | 영자                             | 단막극              |
| 2007 ~ 2008 | MBC                  | 《김치 치즈 스마일》                                 | 정수영                           |                     |
| 2008        | KBS2                 | 《살아가는 동안 후회할 줄 알면서 저지르는 일들》     | 박수영                           |                     |
| 2008        | KBS2                 | 《2008 전설의 고향 〈환향녀〉》                      | 윤씨                             |                     |
| 2009        | KBS1                 | 《집으로 가는 길》                                   | 김민경                           |                     |
| 2009        | MBC                  | 《내조의 여왕》                                      | 지화자                           |                     |
| 2009        | SBS                  | 《시티홀》                                           | 정부미                           |                     |
| 2009 ~ 2010 | MBC                  | 《히어로》                                           | 나가연                           |                     |
| 2010        | KBS1                 | 《거상 김만덕》                                      | 김서주                           |                     |
| 2010        | SBS                  | 《커피하우스》                                       | 오현주                           |                     |
| 2010        | KBS2                 | 《결혼해주세요》                                     | 박애란                           |                     |
| 2010        | MBC                  | 《역전의 여왕》                                      | 지화자                           | 특별 출연 (5회)     |
| 2011        | MBC                  | 《나도, 꽃!》                                        | 주사녀                           | 특별 출연           |
| 2011        | KBS2                 | 《KBS 드라마 스페셜 〈늦어서 미안해〉》              | 은주                             | 단막극              |
| 2012        | MBC                  | 《천사의 선택》                                      | 강유미                           |                     |
| 2012        | KBS2                 | 《빅》                                               | 무당                             | 특별 출연 (7회)     |
| 2012        | MBC                  | 《아랑사또전》                                       | 무당집 손님                      | 특별 출연 (1회)     |
| 2012 ~ 2013 | KBS2                 | 《전우치》                                           | 을이                             |                     |
| 2013        | JTBC                 | 《무정도시》                                         | 오정연                           |                     |
| 2013        | KBS2                 | 《KBS 드라마 스페셜 〈사춘기 메들리〉》              | 담임 선생님                      | 우정 출연           |
| 2013        | KBS2                 | 《KBS 드라마 스페셜 〈연우의 여름〉》                | 이지영                           | 단막극              |
| 2013        | KBS2                 | 《비밀》                                             | 단발(이자영)                     |                     |
| 2013        | KBS2                 | 《KBS 드라마 스페셜 〈마귀 - 파발, 지옥을 달리다〉》 | 마포댁                           | 단막극              |
| 2013        | MBC                  | 《드라마 페스티벌 〈잠자는 숲 속의 마녀〉》          | 김화정                           | 단막극              |
| 2013 ~ 2014 | tvN                  | 《식샤를 합시다》                                    | 박경미                           |                     |
| 2014        | JTBC                 | 《우리가 사랑할 수 있을까》                          | 문은주                           |                     |
| 2014        | MBC                  | 《마마》                                             | 진효성                           |                     |
| 2014        | 다음 tv팟            | 《썸남썸녀》                                         | 남자 3호 누나                    | 특별 출연, 웹드라마 |
| 2014        | KBS2                 | 《연애의 발견》                                      | 장기은                           |                     |
| 2014        | tvN                  | 《미생》                                             | 강민경 (본사 파견 깐깐한 여상사) |                     |
| 2015        | SBS                  | 《이혼변호사는 연애중》                              | 이홍연                           | 특별 출연 (2회)     |
| 2015        | KBS2                 | 《후아유 - 학교 2015》                               | 안주리                           |                     |
| 2015        | SBS                  | 《미세스 캅》                                        | 홍반장                           |                     |
| 2015        | tvN                  | 《두번째 스무살》                                    | 라윤영                           |                     |
| 2015        | SBS                  | 《마을》                                             | 차민주                           |                     |
| 2016        | MBC                  | 《마이 리틀 베이비》                                 | 조지영                           |                     |
| 2016        | MBC                  | 《다시 시작해》                                      | 나영진                           |                     |
| 2016        | SBS                  | 《끝에서 두번째 사랑》                               | 고상희                           |                     |
| 2017        | KBS2                 | 《완벽한 아내》                                      | 김원재                           |                     |
| 2017        | KBS2                 | 《쌈 마이웨이》                                      | 영숙                             | 특별 출연 (1회)     |
| 2017        | KBS2                 | 《저글러스》                                         | 문순영 대리                      |                     |
| 2018        | JTBC                 | 《으라차차 와이키키》                                | 육아용품 점원                    | 특별출연            |
| 2018        | KBS2                 | 《인형의 집》                                        | 홍선희                           |                     |
| 2018        | MBC                  | 《데릴남편 오작두》                                  | 박경숙                           |                     |
| 2018        | tvN                  | 《김비서가 왜 그럴까》                               |                                  | 특별출연            |
| 2018 ~ 2019 | SBS                  | 《운명과 분노》                                      | 강선영                           |                     |
| 2019        | KBS2                 | 《국민 여러분!》                                     | 조명임                           |                     |
| 2019        | tvN                  | 《그녀의 사생활》                                    | 점술가                           | 특별출연            |
| 2019        | KBS2                 | 《너의 노래를 들려줘》                               | 공선미                           | 특별출연            |
| 2019        | tvN                  | 《청일전자 미쓰리》                                  | 이진심                           |                     |
| 2020        |                      |                                                      |                                  |                     |
| MBN         | 《나의 위험한 아내》 | 김희정                                               |                                  |                     |
| JTBC        | 《라이브온》         | 강재이의 어머니                                      | 특별출연                         |                     |
| 2021        | TV조선               | 《엉클》                                             | 천다정                           |                     |
| 2022        | JTBC                 | 《나의 해방일지》                                    | 조경선                           |                     |
| 2022 ~ 2023 | KBS2                 | 《삼남매가 용감하게》                                | 나은주                           |                     |
| 2022 ~ 2023 | 쿠팡플레이           | 《판타G스팟》                                        | 이미영                           |                     |
| 2023        | TVING                | 《플레이, 플리》                                     | 고희정                           |                     |
| 2024        | KBS2                 | 《피도 눈물도 없이》                                 | 윤이라                           |                     |
| 2024        | JTBC                 | 《옥씨부인전》                                       | 홍 씨 부인                       |                     |

### 영화
| 연도 | 제목                 | 역할      | 비고      |
| ---- | -------------------- | --------- | --------- |
| 2008 | 《죽이고 싶은 남자》 | 진희      |           |
| 2009 | 《청담보살》         | 눈물녀    | 특별 출연 |
| 2010 | 《하모니》           | 지화자    |           |
| 2012 | 《나의 반쪽》        | 수영      | 단편 영화 |
| 2012 | 《나의 PS 파트너》   | 진주      |           |
| 2013 | 《더 파이브》        | 대호 아내 |           |
| 2015 | 《극적인 하룻밤》    | 김 선생   |           |
| 2017 | 《내게 남은 사랑을》 | 김순정    |           |
| 2024 | 《대도시의 사랑법》  | 준수 모   |           |

### 공연
- 《리틀 샵 오브 호러스》 ... 쉬폰(마녀) 역 (뮤지컬)
- 《셰익스피어의 여인들》 ... 오필리아 역 (뮤지컬)
- 《사랑은 비를 타고》 ... 유미리 역 (뮤지컬)
- 《갈매기》 ... 니나 역 (연극)
- 《맘마미아》 ... 알리 역 (뮤지컬)
- 《유린타운》
- 《렌트》
- 《겜블러》
- 《그리스》 ... 마티 역 (뮤지컬)
- 《왕은 죽어가다》
- 《반짝반짝 빛나는》
- 《햄릿》 ... 사라 역 (연극)

### 뮤직비디오
- 2007년 토이 - 투명인간
- 2013년 라운드헤즈 - 낙심

## 그 외 출연

### 예능
- 2007년 SBS 《일요일이 좋다 - X맨》
- 2017년 MBC 《복면가왕》 - 샴푸만 세 시간 라푼젤 (참가자)
- 2017년 온스타일 《바디 액츄얼리》
- 2017년, 2023년 O tvN/tvN STORY 《어쩌다 어른》

### CF
- 2008년 부광약품 아락실Q

## 수상 및 후보
| 연도 | 시상식                    | 부문                             | 작품                             | 결과 |
| ---- | ------------------------- | -------------------------------- | -------------------------------- | ---- |
| 2016 | SBS 연기대상              | 로맨틱코미디부문 여자 특별연기상 | 끝에서 두번째 사랑               | 후보 |
| 2023 | 신스틸러 페스티벌 in 문경 | 본상                             | 나의 해방일지, 삼남매가 용감하게 | 수상 |

## 같이 보기
- 시인 정한모 (할아버지)[2]
- 도예가 정진원 (아버지)[2]

## 참고
1. ↑  하성태 (2009년 8월 14일). “"김남주 친구 역할, 서운하지 않냐고요?"”. 오마이뉴스. 2010년 1월 4일에 확인함.
2. 1 2  김태은 (2009년 6월 30일). “호랑이가 고양이 낳으랴..3대 이은 예술명문가”. 스타뉴스. 2010년 1월 4일에 확인함.